# Bernard V de Cazilhac
Pour les articles homonymes, voir Bernard V.
Bernardus de Casilhaco ou Bernard de Cazilhac ou Bernard de Casilhac 5e du nom, dit Bernard V de Cazilhac (? - 11 novembre 1462) fut évêque d'Albi de 1435 à 1462, dans une situation confuse. 

## Biographie
Membre d'une vieille famille noble du Quercy, la famille de Cazilhac, Bernard de Cazilhac est prévôt de Sainte-Cécile d'Albi et prieur du prieuré Notre-Dame de Fargues d'Albi. Le 9 décembre 1435, il est élu par le chapitre pour succéder à Pierre III de Neveu en tant qu'évêque d'Albi.

D'un autre côté, Robert Dauphin, de la maison des Dauphin d'Auvergne et évêque de Chartres, obtenait en même temps cet évêché du pape Eugène IV.

Le concile de Bâle qui en fut informé, confirma l'élection de Bernard de Cazilhac et le fit sacré évêque en lui enjoignant d'aller prendre possession de son siège. Mais Robert Dauphin d'Auvergne muni des bulles pontificale et après avoir prêté, entre les mains du Roi, le serment de fidélité, s'était hâté de se rendre à Albi.  

Bertrand de Cazilhac, frère de Bernard de Cazilhac, qui s'était rendu maître de la ville, lui en refusa l'entrée. Cependant les habitants se déterminèrent à lui en ouvrir les portes et Robert Dauphin occupa l'évêché dès le mois de mai 1435.
 
Robert Dauphin ayant été obligé de s'absenter pour aller en Auvergne, à cause de la mort de la comtesse de Montpensier, sa sœur, les troupes des de Cazilhac s'emparèrent du château de Combefa et d'autres localités dépendantes de l'évêque et entrèrent à Albi, enfoncèrent les portes de la cathédrale, pillèrent son trésor d'une valeur de 5 000 écus d'or, livrèrent au pillage l'église de Fargues et mirent le feu à un hôtel particulier de Robert Dauphin, à l'officialité, à la trésorerie et à l'un des faubourgs de la ville qui fut brûlé avec l'hôpital. Ils s'emparèrent également du palais épiscopal. Malgré les troupes défenses du roi Bernard de Cazilhac pris possession de l'évêché et alla établir sa résidence à Cordes. 

Ce fut dans ces conditions que Robert Dauphin, appela à son secours Rodrigue de Villandrando et ses routiers.

Bernard de Cazilhac attira à son parti un grand nombre de seigneur de l'Albigeois, du Quercy et du Rouergue qui assiégèrent le château de la Berbie et s'en emparèrent après une longue résistance des partisans de Robert Dauphin. Ils prirent plusieurs autres châteaux qui dépendaient de la temporalité de l'évêque et désolèrent le pays.

Le roi Charles VII à qui des plaintes furent portées à ce sujet par les États de Languedoc, ordonna en 1437 aux sénéchaux de Toulouse, de Carcassonne et de Rouergue d'aller sur les lieux avec des troupes pour mettre fin à ces désordres.

Le siège fut mis devant Cordes où Bernard de Cazilhac s'était retiré. Cette ville prise d'assaut fut livrée au pillage. Les troupes des trois sénéchaux ne pouvant réduire le château de Combefa, on traita avec le seigneur de La Coste qui le commandait et qui le livra moyennant 1 500 réaux d'or que Robert Dauphin paya. Quant au château de Montirat, il fut emporté d'assaut le 3 mai 1437 après 3 jours de siège, par Guillaume dit Guillot d'Estaing, sénéchal de Rouergue.

Bernard de Cazilhac, qui avait pris la fuite, porta l'affaire au parlement. Deux arrêts furent rendus en sa faveur en 1454 et 1461.

Robert Dauphin administra le diocèse d'Albi quelques années et il accorda en 1438 aux consuls d'Albi la faculté de porter des robes consulaires. 

Dans les actes Robert Dauphin est désigné comme évêque d'Albi tandis que Bernard de Cazilhac y est nommé l'élu, l'élégit de Casilhac.

Alors que les discussions duraient toujours entre les deux contendants, en 1442, l'évêque de Lavaur, Jean Boucher, fut chargé de régir le spirituel du diocèse d'Albi.

En 1454, après le premier arrêt Bernard de Cazilhac crut devoir prendre une seconde fois possession du siège épiscopal mais Robert Dauphin souleva devant la cour de nouvelles difficultés qui provoquèrent le second arrêt en 1461.
Bernard de Cazilhac mourut quelque temps après, le 11 novembre 1462.
Robert Dauphin serait également mort en novembre ou décembre 1462.